# Allocosa guianensis
Allocosa guianensis là một loài nhện trong họ wolfspinnen (Lycosidae).
Loài này thuộc chi Allocosa. Allocosa guianensis được Lodovico di Caporiacco miêu tả năm 1947.